# Maria Magdalenakerk (Calais)
De Maria Magdalenakerk (Église Sainte Marie Madeleine) is een rooms-katholiek kerkgebouw in de stad Calais.

## Geschiedenis
De vlakte van Petit-Courgain werd voornamelijk benut door tuinders. De in het westen gelegen stad Calais, waar zich de kantindustrie ontwikkelde, had vooralsnog weinig invloed op dit gebied.
Er bestond in dit gebied een klein, aan Sint-Pieter gewijd kerkje dat echter, tijdens het beleg door de Spanjaarden van 1596, verwoest werd. De 1500 inwoners van de streek behoorden midden 19e eeuw tot de Sint-Pietersparochie, en in 1863 splitsten zij zich van deze parochie af. De aan Maria Magdalena gewijde parochiekerk werd in 1868 ingezegend. Zij was een populaire heilige onder tuinders, aangezien zij Jezus in een tuin zou hebben herkend. In 1923 splitste de Sint-Jozefparochie zich af van de Maria Magdalenaparochie.

## Gebouw
Het betreft een betrekkelijk bescheiden gebouw in neoromaanse stijl. Het is een eenbeukige kerk met voorgebouwde toren die slechts 130 zitplaatsen telt.